# Beddingham
Beddingham is een civil parish in het bestuurlijke gebied Lewes, in het Engelse graafschap East Sussex met 242 inwoners.